# 市川りく
市川 りく（いちかわ りく、2002年1月29日 - ）は、日本のAV女優。リスタープロ所属。

## 略歴
沖縄県出身。2018年に中野たむプロデュースのアイドルユニット、スターダム★アイドルズに加入。同年12月にデビュー。2019年1月にプロレス団体スターダム練習生となるも4月には退団。
2021年1月にサンスポアイドルリポーター（SIR、現「スロパチアイドルリポーター」）の10期生「しいなうしお」として芸能界デビュー。しかし2022年1月8日付で重大な契約違反（違反内容は明かされていない）を理由にSIRと所属事務所（アイドリーム）を解雇となる。
2022年7月、kawaii専属女優の「市川りく」としてAVデビュー。
2023年4月発売の作品をもって専属を離れ企画単体女優となる。

## 人物
性格は体育会系、ボーイッシュ、小学生男子とも例えられる。
プロレスのできるアイドルユニットというコンセプトでデビューしたこともあり、当時は女子プロレスラーと紹介されることもあった。
なお、しいなうしおとしての生年月日は1999年1月24日生まれであった。

## 作品

### アダルトDVD
◎:Blu-ray Disc版 同時発売
- 沖縄出身元アイドル 市川りく20才 AVデビュー 裏表のない性格は南国の元気印 「私、ウソはつきません!」（7月5日、kawaii）◎
- 元気印の南国アイドル市川りく 照れかわキュン×2めちゃイキッ! プライベート3本番（8月2日、kawaii）
- にこにこ笑顔とえちえち囁きで10発も深い射精へ導いてくれる回春エステ（9月6日、kawaii）
- ごっくん解禁! M男くんのザーメンをぜ〜んぶ吸い取っちゃう ズブ濡れ痴女責め公然猥褻デート（12月6日、kawaii）

- 中途入社してきた子がスキャンダルで裏切られた推しアイドルだったので、アヘ顔堕ちするまで媚薬キメセクしてやった…。（3月7日、kawaii）
- 幼馴染レ×プ輪姦 絶倫部員に何度も中出しされたおま●こグチャグチャ性処理女子マネージャー（4月4日、kawaii）
- TOKYO 2AM 04.りく（6月6日、バビロン）
- ピンク乳首美少女のショートカット義娘とイタズラ温泉旅行（6月9日、ま○こ銀行）
- 涙のノンストップ激イカせSEX 29（6月13日、セレブの友）
- 部屋連れ込み隠し撮りSEX そのまま勝手にAV発売 18（6月16日、DOC）
- 優等生調教 攫われた箱入り娘 妊娠確定の監禁性奴隷（6月20日、グローリークエスト）◎
- 地下アイドルを夢見る少女たちへ枕営業オーディション! 自己PR中にまたがり顔面騎乗クンニでオマ○コ感度チェック! クリ鬼舐め吸いで大失禁しまくり勢いでナマ中出しSEXヤッちゃいました!（6月20日、はじめ企画）
- メスガキ 02 小悪魔美少女 エロビッチ育成委員会 ご近所に住むちっちゃ可愛いりくたんはおじさんのチ●ポが大ちゅきな元気っ子。未来のいいなりやりまんちょ誕生です。（6月27日、FIRST STAR）
- 円女交際中出しoK18歳 ちびっ子かわちいショートヘア娘 市川りく（7月4日、パコパコ団とゆかいな仲間たち）◎
- いちゃはこっ! 激カワJ系イチャラブ頂上決戦 黒髪ショートのお元気娘・りくちゃん&純粋可憐な清楚系乙女・つむぎちゃん（7月7日、SUKESUKE）
- 完ナマSTYLE @J系シンママ候補生 中に出される事が大好きという変態な子 りく（7月12日、FIRST STAR）
- 拘束スローピストンレイプ 4 ゆっくり生チ○ポを挿し込み中出しまでの反応を楽しむ鬼畜オヤジに犯●れた女 増量SP（7月20日、ナチュラルハイ）
- おじさん、あそぼ 〜1日だけのわるい子〜（8月1日、桃太郎映像出版）
- 運動部女子の未開発ボディが目覚めイグ!イグ!拘束オイルマッサージ悶絶昇天 涎ダラダラお漏らしダラダラ イキまくる中出しアクメ性交（8月8日、ABC）

- くぱぁま○ことヒクつくアナルでアナタを勃起させる挑発見せつけオナニー（3）（4月25日、フェチ眼）
- デリヘル呼んだら妹が来た! 結果、お店に内緒で中出し本番セックスする事になる（8）（5月5日、グレイズ）
- 市川りく 濡れてテカってピッタリ密着 神スク水 可愛い女子のスクール水着姿をじっとりと堪能! 着替え●撮から始まり貧乳から巨乳にパイパン、ハミ毛、ジョリワキ等のフェチ接写やローションソーププレイやスク水ぶっかけ等を完全着衣で楽しむAV（6月6日、親父の個撮）
- アナルのシワの数までハッキリわかる！ノーモザイク連続絶頂アナル見せオナニー 市川りく（8月8日、アイエナオナニー）
- セクハラママさんバレー! 10 ハイレグブルマ姿の人妻10人が挑む過酷なエロトレーニング（9月17日、かぐや姫Pt）
- アナルのシワの数までハッキリわかる! ノーモザイク連続絶頂アナル見せオナニー 28（9月26日、アイエナジー）
- 素人ナンパでセンズリ鑑賞 20 見るだけでいいんです! だからちょっと僕のチ●ポ見てもらえませんか?（10月15日、かぐや姫Pt）
- 地味子なのに初めてのセックスで経験人数が一気に5人! クラスの地味子が誘われた初めての乱交パーティー。ヤリマン女子が当然の様にセックスをする中、地味女子も流されチ○ポにハマって、最後は大乱交に!（10月22日、Hunter）
- 水泳部で合宿所の大掃除! 界に広がる女子部員の突き出した競泳水着尻に勃起が収まらず… 3（10月22日、Hunter）
- どこでもおしっこ! 素人娘の大放尿25人 スロー再生でじっくり鑑賞できるマニア向け映像 10（10月22日、かぐや姫Pt）
- おま●この形状まるわかり！薄いパンツの上からマン汁ぬるぬる透けオナニー 13（11月19日、かぐや姫Pt）

- オナサポ!! 女子○生 着衣で全裸で挑発的ダンス 11（1月21日、かぐや姫Pt/妄想族）
- あの時、初レズに目覚めた2人は3年後に再会し会えなかった時間を埋めるように本気でサカりあった記録を残した。幾野まち 市川りく（1月23日、凸凹はぁと）
- ノーカット ハメ撮りSEX 市川りく（4月1日、マックスエー）

- 【個撮】どこでもフェラ 19 11人（4月22日、かぐや姫Pt/妄想族）

### アダルトVR
- 体調悪い僕を励まそうと不器用なりに一生懸命性処理しようとしてくれるけどいつも先にイっちゃう健気で可愛すぎる僕のアイドル彼女（2023年7月21日、ワンズファクトリー）

### ネット配信
- りく(18)帰宅部【出会って間もないおじさんに本中を許す隠れヤリマンJ○】【人生初ラブホ】【背徳的なピチピチロリボディ】【ピンチク貧乳属性】【セクシーウェイトレスコスで2回戦目】【中出し&顔射フィニッシュ】（5月11日、しろうとまんまん）
- リク（5月17日、素人ホイホイZ）
- 【可愛い顔して意外と変態?】ぶかぶかのパーカーを上に来ただけで、ズボンやスカートは穿かず(パーカーめくればすぐパンティ)という露出狂一歩手前みたいな格好でAV撮影にやってきたツワモノ少女。 ネットでAV応募→AV体験撮影 1982（5月21日、シロウトTV）
- R.I（5月23日、素人ホイホイLOVER）
- 童顔美乳の超かわいいJD彼女がいるのに…勃たなくなってしまった彼チンをフル勃起させるべくお助けSEX!!普段見ることのない他人の性行為を間近で見て興奮した彼氏はついに肉棒硬化!仲良く3人でLet's SEX Partyからの中出しもOK♪【#イ○スタ#P活#ビッチ#りく】（6月9日、素人CLOVER）
- 【馬乗りイラマで●息寸前!】ホラ吹き悪女にリベンジ!尾行して突撃!嫌がっていても関係無しに脱がして揉んで舐め回して堪能! 両手で頭をがっしり固定の激イラマ!涎ローションたっぷりで喉奥快感!まるでオナホ扱いの好き放題ファック!!!【失神しても止めない激ピストン】【リベンジポルノ2.0】【ホラ吹き悪女 ひな】（6月11日、DOC）
- りく（6月14日、素人ムクムク）
- 《250本直前半額》【電車チカン】W大を目指すショートカットJ○が過去最長30分ハメっ放しで淫乱ベロ出し絶頂★250本まで後1本（6月22日、ゆず故障）
- かおるん（6月22日、シロハメ）
- 円●Rちゃん（7月3日、路地裏ぱんぱん）
- りく（7月14日、はめちゃん。）

### デジタル写真集
- 先生の放課後（1月13日、サークルチェンジ）
- ふたりきりの図書室（2月10日、サークルチェンジ）
- 今日は攻めてもいいですか?（3月13日、サークルチェンジ）
- お先に失礼します…（4月17日、サークルチェンジ）
- 本日のおたのしみ（5月12日、サークルチェンジ）
- 市川りく全巻セット279枚収録（6月14日、サークルチェンジ）
- 市川りくselection145枚（7月14日、サークルチェンジ）